# Extrapop (album)
Extrapop – drugi solowy album Kasi Stankiewicz. Gościnnie na płycie wystąpił Grzegorz Skawiński, który zagrał na gitarze akustycznej w dwóch utworach. Nagrania dotarły do 38. miejsca listy OLiS.

## Lista utworów
1. "Francuzeczka"
2. "Lola"
3. "Schyłek lata"
4. "Saint Etienne"
5. "Sri Lanka" (oraz Grzegorz Skawiński)
6. "Jak to widzi Lola"
7. "Lato 2002"
8. "Pani muzyka"
9. "Piosenka Kasi"
10. "Dobrze byłoby już zawsze"
11. "Urodzinowa"
12. "Ratuj mnie" (oraz Grzegorz Skawiński)

## Edycja kolekcjonerska z 2012 roku
1. "Francuzeczka" (Extramix;A2mix)
2. "Francuzeczka" (Popmix)
3. "Schyłek lata" (Remix;A2mix)
4. "Saint Etienne" (French version)
5. "Urodzinowa" (Remix;A2mix)
6. "Francuzeczka" (Extramix Instrumental;A2mix)
7. "Saint Etienne" (Instrumental)
8. "Francuzeczka" (Single Edit)
9. "Run"